# Rolf-Christel Guié-Mien
Rolf-Christel Guié-Mien (* 28. Oktober 1977 in Brazzaville) ist ein ehemaliger kongolesischer Fußballspieler, der in seiner Karriere ausschließlich für verschiedene Mannschaften in Deutschland aktiv war.

## Karriere als Spieler

### Verein
Seine Karriere begann Rolf-Christel Guié-Mien als Jugendlicher beim Hauptstadt- und Erstligaverein AS Inter Brazzaville. Im Alter von 19 Jahren wechselte er dann zur Saison 1997/98 nach Deutschland zum Bundesligisten Karlsruher SC. Nach etwa der Hälfte der Spielzeit konnte sich Guié-Mien durch seine spielerischen Stärken im offensiven Mittelfeld und Angriff der Mannschaft einen Stammplatz erkämpfen, den Abstieg der Mannschaft in die 2. Bundesliga konnte er jedoch nicht verhindern.
In der Saison 1998/99 bestätigte er seinen guten Einstand und absolvierte eine komplette Spielzeit als Stammspieler. Den Wiederaufstieg in die Bundesliga verpasste die Mannschaft knapp.
Guié-Mien erhielt ein Angebot vom Bundesligisten Eintracht Frankfurt und nahm es vor Beginn der Saison 1999/2000 an. Auch dort gelang ihm schnell der Sprung in die Stammformation. Jedoch musste er seinen Verein nach dem Klassenerhalt im ersten Jahr in der darauffolgenden Spielzeit erneut in die zweite Liga begleiten.
Den direkten Wiederaufstieg konnte Frankfurt in der Saison 2001/02 nicht erreichen und Guié-Mien wechselte in der darauffolgenden Saison nach einer sehr guten ersten Halbserie mit seiner bis dato besten Torquote in der Winterpause zum Aufstiegskonkurrenten SC Freiburg. Beiden Mannschaften gelang der Aufstieg.
Seine Zeit in Freiburg bis zum Abschluss der Saison 2003/04 verlief enttäuschend. Er kam in dieser Zeit auf nur insgesamt 25 Einsätze, darunter häufig Einwechselungen mit nur wenigen Minuten Spielzeit.
Er wechselte daraufhin zum Bundesliga-Absteiger 1. FC Köln. Dort konnte er sich ebenso wenig dauerhaft in die Stammelf spielen, besaß nur den Status eines Ergänzungsspielers und wurde zuweilen in der Amateurmannschaft in der Regionalliga Nord eingesetzt. Seiner weiterhin vorhandenen spielerischen Stärke stand seit dem Wechsel nach Freiburg die große Schwäche der Torausbeute entgegen. Bis zum Abschluss der Saison 2004/05 gelang ihm in 50 aufeinanderfolgenden Meisterschaftsspielen kein Treffer.
Sein Vertrag beim 1. FC Köln lief bis zum Abschluss der Saison 2005/06. Der Verein strebte aber nach dem Trainerwechsel zu Hanspeter Latour eine vorzeitige Trennung an und erteilte ihm bereits nach dem Trainingslager in der Winterpause die Freigabe für einen ablösefreien Wechsel. Am 21. September 2006 unterschrieb Guié-Mien beim Oberligisten FC Sachsen Leipzig, wo er eine Saison lang spielte. In der Spielzeit 2007/08 war er bei Rot-Weiss Essen in der Regionalliga unter Vertrag.
Zur Saison 2008/09 wechselte Guié-Mien zum Zweitliga-Absteiger SC Paderborn 07. Am 17. Mai 2010 verlängerte er dort einen Vertrag für ein Jahr mit Option auf ein weiteres Jahr. Nach Auslaufen seines Vertrages zum 30. Juni 2012 war er vereinslos.
Ab der Rückrunde der Saison 2013/14 lief Guié-Mien für den SSV Merten in der fünftklassigen Mittelrheinliga auf. Mit dem Verein stieg er 2014 in die Landesliga ab. 2017 gelang dem Club der Wiederaufstieg in die Mittelrheinliga, Guié-Mien hatte mit 22 Saisontoren dazu beigetragen. Im Sommer 2018 beendete er seine Spielerkarriere, nachdem er 119 Ligaspiele für den SSV Merten bestritten und dabei 66 Tore erzielt hatte.

### Nationalmannschaft
Guié-Mien war bis 2008 kongolesischer Nationalspieler. In dieser Zeit bestritt er 27 Spiele, ohne dabei ein Tor zu erzielen. Außerdem besitzt er die deutsche Staatsangehörigkeit.

## Karriere als Trainer
Nach dem Ende seiner aktiven Karriere war Guié-Mien in der Saison 2018/19 Co-Trainer beim SSV Merten.